# Rosh HaAyin

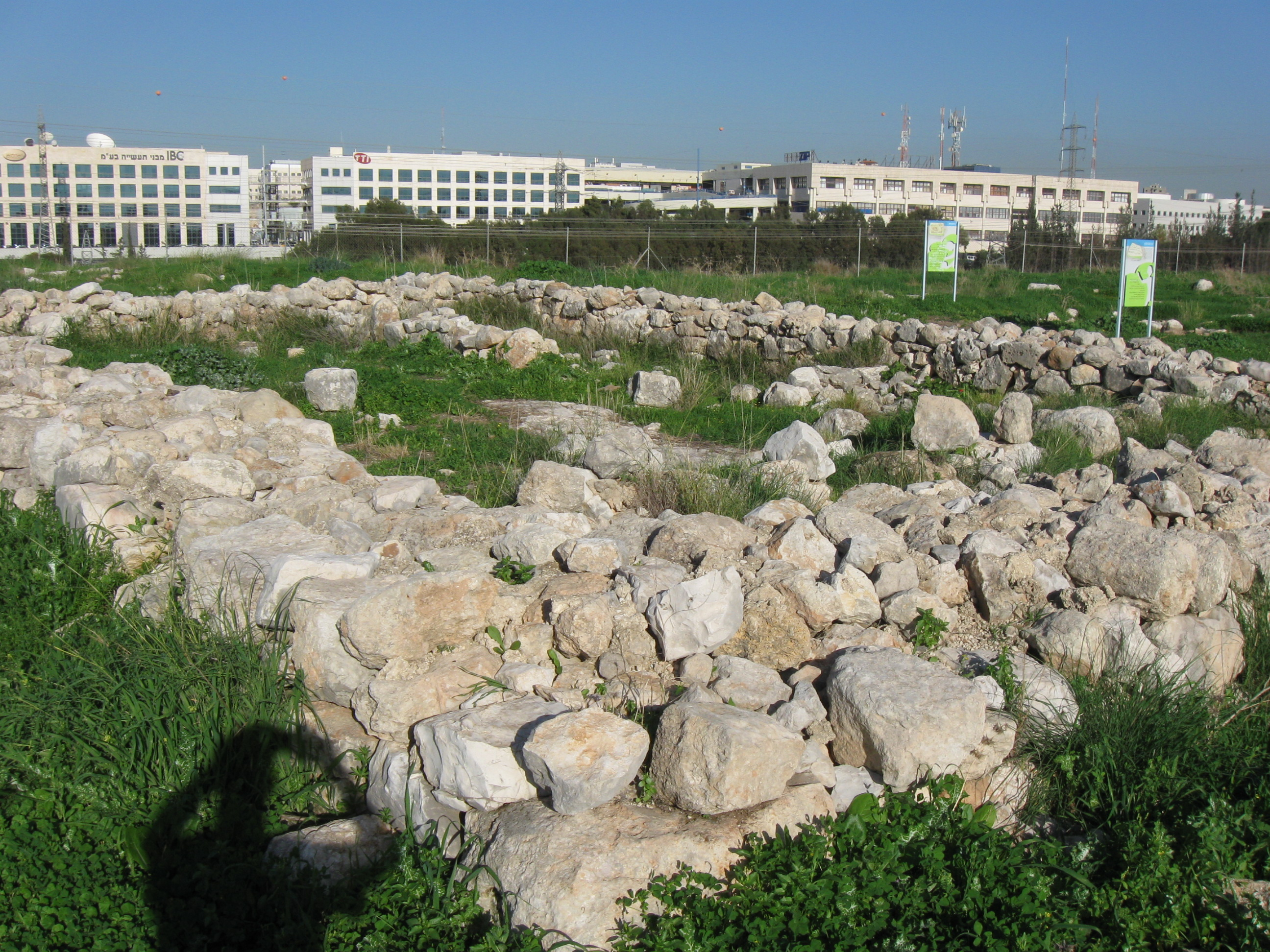
Trung tâm công nghiệp Afeq

Rosh HaAyin (tiếng Hebrew: ראש העין, tiếng Ả Rập: رأس العين) là một thành phố Israel. Thành phố thuộc quận Trung. Thành phố có diện tích 24,390 km2, dân số năm 2009 là 38.500 người.

## Nhân khẩu học
Theo Cục Thống kê Trung ương Israel (CBS), vào năm 2001, ở thành phố có 99,8% là người Do Thái, chủ yếu là giới trẻ dưới 19 tuổi. Tốc độ tăng trưởng dân số là 2,5%.

## Giáo dục
Theo BCS, có 21 trường ở Rosh Ha'ayi với lượng tuyển sinh là 7,137. Có 15 trường tiểu học với 4749 học sinh và 21 trường trung học với 2388 học sinh. Năm 2001, 58.8% học sinh lớp 12 ở thành phố được nhận giấy trúng tuyển.

## Công dân nổi tiếng
- Benny Gantz
- Gal Gadot, diễn viên, người mẫu, hoa hậu Israel 2004
- Yishai Levi, ca sĩ

## Thành phố kết nghĩa

### Tại Israel
| Country | City          | District          |
| ------- | ------------- | ----------------- |
| Israel  | Kiryat Bialik | Quận Haifa        |
| Israel  | Hurfeish      | Quận Bắc (Israel) |

### Quốc tế
| Country                     | City                | County / District / Region / State |
| --------------------------- | ------------------- | ---------------------------------- |
| Hoa Kỳ                      | New Orleans         | Louisiana                          |
| Hoa Kỳ                      | Birmingham, Alabama | Alabama                            |
| Cộng hòa Séc                | Praha               | Quận Praha                         |
| Ukraina                     | Odessa              | Odessa (tỉnh)                      |
| Đức                         | Dachau              | Bayern                             |
| Pháp                        | Vanves              | Île-de-France                      |
| Cộng hòa Nhân dân Trung Hoa | Từ Khê              | Chiết Giang                        |